# Arto Nilsson
Arto Harald Nilsson  (* 19. März 1948 in Helsinki; † 11. Juli 2019 ebenda) war ein finnischer Boxer.

## Leben
Nilsson gewann Bronze im Halbweltergewicht der Olympischen Spiele 1968 in Mexiko-Stadt (unter 63,5 kg). Er besiegte dort den Kenianer John Olulu mit 3:2 Stimmen, den Westdeutschen Gert Puzicha mit 5:0 und den Bulgaren Petar Stochev Perimeter durch Abbruch in der 2. Runde. Er konnte erst im Halbfinale vom amtierenden und auch späteren Olympiasieger Jerzy Kulej aus Polen mit 0:5 besiegt werden. Bei der Abschlussfeier des Wettbewerbs war er der Fahnenträger der finnischen Mannschaft.
Bei der Europameisterschaft 1971 in Madrid verlor Nilsson in seinem Eröffnungskampf (weniger als 67 kg) 1 bis 4 Richterstimmen gegen Ivan Kiriakov aus Bulgarien.
Nach Beendigung seiner Boxkarriere im Jahr 1972 gründete Nilsson die Timanttiset Group, ein Unternehmen, das sich zu einem der größten finnischen Händler und Importeure von Uhren, Schmuck und Geschenkartikeln entwickelt hat.